# Huonia ferentina
Huonia ferentina – gatunek ważki z rodziny ważkowatych (Libellulidae).